# Enoplognatha parathoracica
Enoplognatha parathoracica là một loài nhện trong họ Theridiidae.
Loài này thuộc chi Enoplognatha. Enoplognatha parathoracica được miêu tả năm 1981 bởi Levy & Amitai.